# Viktor Prjazjnikov
Viktor Romanovitj  Prjazjnikov (ryska: Виктор Романович Пряжников), född 23 december 1933 i Elektrostal, död 17 april 2008  i Moskva, var en sovjetisk ishockeyspelare.
Han blev olympisk bronsmedaljör i ishockey vid vinterspelen 1960 i Squaw Valley.